# 三硫化二铱
三硫化二铱是一种无机化合物，化学式为Ir2S3。它是一种不溶黑色固体，通过加热元素铱和硫的混合物制备。可以以溴作为传输剂，通过化学传递反应来生长晶体。该结构分别由八面体和四面体铱和硫中心组成，没有观察到较短的Ir-Ir键。Rh2S3和Rh2Se3具有相同的结构。